# Enghien-les-Bains
Enghien-les-Bains – miejscowość i gmina we Francji, w regionie Île-de-France, w departamencie Dolina Oise.
Według danych na rok 1990 gminę zamieszkiwało 10 077 osób, a gęstość zaludnienia wynosiła 5693 osób/km² (wśród 1287 gmin regionu Île-de-France Enghien-les-Bains plasuje się na 235. miejscu pod względem liczby ludności, natomiast pod względem powierzchni na miejscu 871.).